# マレーシアグランプリ
マレーシアグランプリ（Malaysia Grand Prix）は1999年から2017年までマレーシアのクアラルンプール近郊のセランゴール州セパン（Sepang）にあるセパン・サーキットで行われたF1のグランプリである。

## 概要
マレーシアの観光振興策のひとつとして、アジア地域では日本（日本GPとパシフィックGP）に続き2国目のF1誘致に成功し、1999年に初開催された。ヘルマン・ティルケが設計した新設サーキットでは初開催であった。1999年は第15戦、2000年は最終戦と終盤での開催であったが、2001年から2015年まで、開幕戦オーストラリアGPに続くシーズン第2戦としての開催が定着していた。2016年は開催が10月（第16戦）に移動し、シンガポール→マレーシア→日本というアジア3連戦の2戦目に組み込まれた。
高温・多湿というドライバーには過酷な条件に加えて、午後には毎日のように通り雨（スコール）が降ることがレース結果の予想を難しくしていた。スコールが降り出すとコースは水浸しになり、止むとすぐに路面が乾き始めるため、ドライ用/レイン用タイヤを履き替えるタイミングが重要であった。
2006年からチケットの大幅な値下げが行われたが、それでも観客動員は減少傾向となっており、2016年はセパン・インターナショナル・サーキットのキャパシティの半分強（前年比で1割減）にとどまった。このため、開催契約が切れる2018年をもって撤退することを検討していたが、ナズリ・アブドゥル・アジズ（マレーシア観光文化相）は、開催コストの増大（1999年の初回開催時に比べて約10倍）、前述した観客動員の減少（過去最低を記録）、テレビ視聴者数が過去最低に落ち込んでいることを理由に契約延長を行わないとし、2018年をもってマレーシアグランプリを終了することが発表された。
2017年4月、マレーシア政府はマレーシアグランプリの終了を1年前倒すことを発表した。これによりマレーシアグランプリは19年の歴史に幕を下ろすことになった。

## おもな出来事

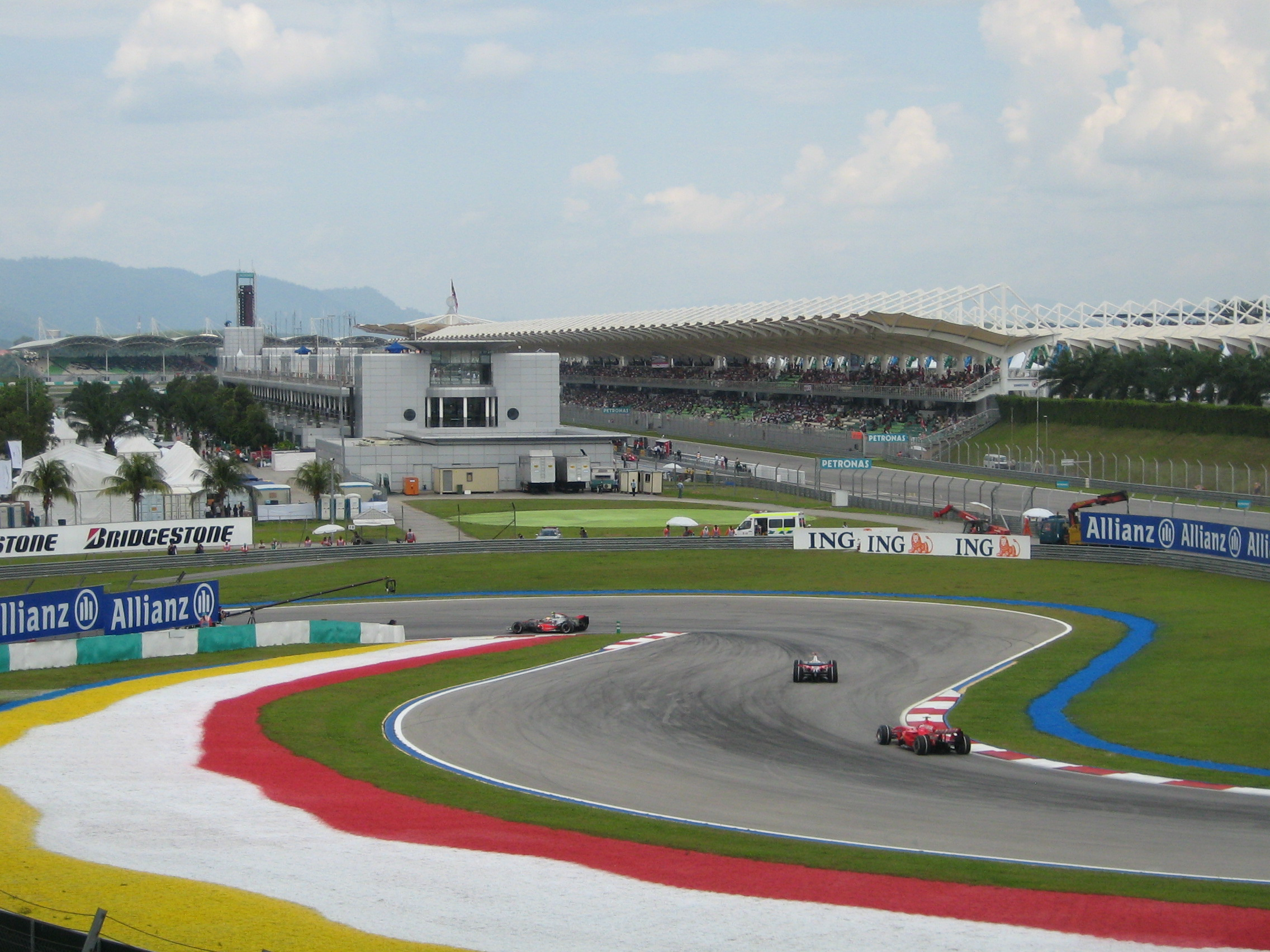
2007年マレーシアGPの模様（1コーナー付近）

1999年
同年のイギリスGPで右足を骨折したミハエル・シューマッハが復帰戦でポールポジションを獲得。レースでは同僚のエディ・アーバインに勝利を譲り、アーバインとチャンピオンを争うミカ・ハッキネンをブロックするチームプレーを果たした。
2003年
予選ではフェルナンド・アロンソが当時の史上最年少記録（21歳236日）となる初ポールポジションを獲得。決勝レースではキミ・ライコネンが初優勝し、新世代の台頭を印象付けた。
2009年
土砂降りのスコールによりレースが中断。そのまま31周目終了時点の順位でレース打ち切りとなり、1991年オーストラリアGP以来のハーフポイントレースとなった。
2012年
この年も雨のため赤旗中断となり、51分後に再スタートが切られた。マシンの不調に悩むフェルナンド・アロンソがセルジオ・ペレスとのマッチレースを制して優勝。
2013年
セバスチャン・ベッテルがチームオーダーを無視してチームメイトのマーク・ウェバーを抜いて優勝し、両者の確執がマスコミを騒がせた。3・4位のメルセデスチームもチームオーダー発動の是非が取りざたされた。また1回目のピットインの際に、メルセデスのルイス・ハミルトンが前年まで在籍していたマクラーレンのピットに間違って進入するハプニングも発生した。
2016年
トップを独走していたハミルトンがエンジントラブルでリタイア、ニコ・ロズベルグがスタート直後にベッテルと接触したため順位を落とし、ダニエル・リカルドが2年ぶりの勝利。チームメイトのマックス・フェルスタッペンが2位に続き、レッドブルが3年ぶりの1-2フィニッシュを果たす。

## 過去のレース結果
- ピンク地はF1世界選手権以外で開催された年。

### F1世界選手権レース開催前 (1962年-1995年)
1962年-1965年はスポーツカーレースとしてシンガポール（当時はマレーシアのシンガポール州）のトムソン・ロード・グランプリ・サーキットで開催されていたが、1965年8月9日にシンガポールがマレーシアから独立したため、翌1966年からは「シンガポールグランプリ」と改められ、1973年まで同サーキットで開催された。
マレーシアグランプリは1968年からシャー・アラム・サーキットに移して再開され、当初はフォーミュラ・リブレとして、1971年から1975年は「東南アジア 1600cc 2バルブフォーミュラ(SE Asia 1600cc 2-valve Formula)」、1976年-1977年は「ロスマンズ・インターナショナル・トロフィー (Rothmans International Trophy)」のタイトルがかけられ、「東南アジア 1600cc 4バルブフォーミュラ(SE Asia 1600cc 4-valve Formula)」に変更された。1978年-1982年は「東南アジアフォーミュラ・パシフィック (Southeast Asia Formula Pacific)」の一戦となった。
1995年はフォーミュラ・ブラバムの車両が使用された。
| 年          | 決勝日                                                                                               | サーキット                                                                                           | 勝者                                                                                                 | コンストラクター                                                                                     | 出典                                                                                                 |
| ----------- | --- | --- | --- | --- | --- |
| 1962        | 不明                                                                                                 | トムソン・ロード                                                                                     | ヨン・ナム・キー (Yong Nam Kee)                                                                      | ジャガー                                                                                             | [ 14 ] [ 15 ] [ 16 ]                                                                                 |
| 1963        | 不明                                                                                                 | トムソン・ロード                                                                                     | アルバート・プーン                                                                                   | ロータス-フォード                                                                                    | [ 17 ] [ 15 ] [ 16 ]                                                                                 |
| 1964        | 不明                                                                                                 | トムソン・ロード                                                                                     | 豪雨のため7周でレース中止                                                                            | 豪雨のため7周でレース中止                                                                            | [ 18 ] [ 15 ] [ 16 ]                                                                                 |
| 1965        | 04月12日                                                                                             | トムソン・ロード                                                                                     | アルバート・プーン                                                                                   | ロータス-フォード                                                                                    | [ 19 ] [ 15 ] [ 20 ]                                                                                 |
| 1966        | シンガポールがマレーシアから分離独立したことに伴い「シンガポールグランプリ」に改称（1973年まで開催） | シンガポールがマレーシアから分離独立したことに伴い「シンガポールグランプリ」に改称（1973年まで開催） | シンガポールがマレーシアから分離独立したことに伴い「シンガポールグランプリ」に改称（1973年まで開催） | シンガポールがマレーシアから分離独立したことに伴い「シンガポールグランプリ」に改称（1973年まで開催） | シンガポールがマレーシアから分離独立したことに伴い「シンガポールグランプリ」に改称（1973年まで開催） |
| 1967        | シンガポールがマレーシアから分離独立したことに伴い「シンガポールグランプリ」に改称（1973年まで開催） | シンガポールがマレーシアから分離独立したことに伴い「シンガポールグランプリ」に改称（1973年まで開催） | シンガポールがマレーシアから分離独立したことに伴い「シンガポールグランプリ」に改称（1973年まで開催） | シンガポールがマレーシアから分離独立したことに伴い「シンガポールグランプリ」に改称（1973年まで開催） | シンガポールがマレーシアから分離独立したことに伴い「シンガポールグランプリ」に改称（1973年まで開催） |
| 1968        | 09月08日                                                                                             | シャー・アラム                                                                                       | ヘングキ・イラワン (Hengkie Irawan)                                                                  | エルフィン-フォード                                                                                  | [ 21 ] [ 22 ]                                                                                        |
| 1969        | 10月26日                                                                                             | シャー・アラム                                                                                       | トニー・モー (Tony Maw)                                                                              | エルフィン-フォード                                                                                  | [ 23 ]                                                                                               |
| 1970        | 09月06日                                                                                             | シャー・アラム                                                                                       | ジョン・マクドナルド                                                                                 | ブラバム-フォード                                                                                    | [ 24 ]                                                                                               |
| 1971        | 09月05日                                                                                             | シャー・アラム                                                                                       | ジョン・マクドナルド                                                                                 | ブラバム-フォード                                                                                    | [ 25 ] [ 26 ]                                                                                        |
| 1972        | 04月09日                                                                                             | シャー・アラム                                                                                       | ソニー・ラジャ (Sonny Rajah)                                                                         | マーチ-フォード                                                                                      | [ 27 ] [ 28 ]                                                                                        |
| 1973        | 04月15日                                                                                             | シャー・アラム                                                                                       | ジョン・マクドナルド                                                                                 | ブラバム-フォード                                                                                    | [ 29 ] [ 30 ]                                                                                        |
| 1974        | 04月07日                                                                                             | シャー・アラム                                                                                       | アルバート・プーン                                                                                   | ブラバム-フォード                                                                                    | [ 31 ] [ 32 ]                                                                                        |
| 1975        | 03月30日                                                                                             | シャー・アラム                                                                                       | ジョン・マクドナルド                                                                                 | ブラバム-フォード                                                                                    | [ 33 ] [ 34 ]                                                                                        |
| 1976        | 04月25日                                                                                             | シャー・アラム                                                                                       | 豪雨のため中止                                                                                       | 豪雨のため中止                                                                                       | [ 11 ]                                                                                               |
| 1977        | 04月24日                                                                                             | シャー・アラム                                                                                       | パトリック・タンベイ                                                                                 | マーチ-フォード                                                                                      | [ 35 ]                                                                                               |
| 1978        | 05月28日                                                                                             | シャー・アラム                                                                                       | アルバート・プーン                                                                                   | シェブロン-フォード                                                                                  | [ 36 ]                                                                                               |
| 1979        | 05月06日                                                                                             | シャー・アラム                                                                                       | ケン・スミス                                                                                         | マーチ-フォード                                                                                      | [ 37 ]                                                                                               |
| 1980        | 05月25日                                                                                             | シャー・アラム                                                                                       | スティーブ・ミレン                                                                                   | ラルト-フォード                                                                                      | |
| 1981        | 05月24日                                                                                             | シャー・アラム                                                                                       | アンドリュー・ミーデッケ (Andrew Miedecke)                                                           | ラルト-フォード                                                                                      | |
| 1982        | 05月30日                                                                                             | シャー・アラム                                                                                       | アンドリュー・ミーデッケ                                                                             | ラルト-フォード                                                                                      | |
| 1983 - 1994 | 開催されず                                                                                           | 開催されず                                                                                           | 開催されず                                                                                           | 開催されず                                                                                           | 開催されず                                                                                           |
| 1995        | 不明                                                                                                 | シャー・アラム                                                                                       | ポール・ストーケル                                                                                   | レイナード-ホールデン                                                                                | |

### F1世界選手権レース開催後 (1999年-2017年)
| 年   | 決勝日   | ラウンド | サーキット | 勝者                       | コンストラクター          | 結果 |
| ---- | -------- | -------- | ---------- | -------------------------- | ------------------------- | ---- |
| 1999 | 10月17日 | 15       | セパン     | エディ・アーバイン         | フェラーリ                | 詳細 |
| 2000 | 10月22日 | 17       | セパン     | ミハエル・シューマッハ     | フェラーリ                | 詳細 |
| 2001 | 03月18日 | 2        | セパン     | ミハエル・シューマッハ     | フェラーリ                | 詳細 |
| 2002 | 03月17日 | 2        | セパン     | ラルフ・シューマッハ       | ウィリアムズ-BMW          | 詳細 |
| 2003 | 03月23日 | 2        | セパン     | キミ・ライコネン           | マクラーレン-メルセデス   | 詳細 |
| 2004 | 03月21日 | 2        | セパン     | ミハエル・シューマッハ     | フェラーリ                | 詳細 |
| 2005 | 03月20日 | 2        | セパン     | フェルナンド・アロンソ     | ルノー                    | 詳細 |
| 2006 | 03月19日 | 2        | セパン     | ジャンカルロ・フィジケラ   | ルノー                    | 詳細 |
| 2007 | 04月08日 | 2        | セパン     | フェルナンド・アロンソ     | マクラーレン-メルセデス   | 詳細 |
| 2008 | 03月23日 | 2        | セパン     | キミ・ライコネン           | フェラーリ                | 詳細 |
| 2009 | 04月05日 | 2        | セパン     | ジェンソン・バトン         | ブラウン-メルセデス       | 詳細 |
| 2010 | 04月04日 | 3        | セパン     | セバスチャン・ベッテル     | レッドブル-ルノー         | 詳細 |
| 2011 | 04月10日 | 2        | セパン     | セバスチャン・ベッテル     | レッドブル-ルノー         | 詳細 |
| 2012 | 03月25日 | 2        | セパン     | フェルナンド・アロンソ     | フェラーリ                | 詳細 |
| 2013 | 03月24日 | 2        | セパン     | セバスチャン・ベッテル     | レッドブル-ルノー         | 詳細 |
| 2014 | 03月30日 | 2        | セパン     | ルイス・ハミルトン         | メルセデス                | 詳細 |
| 2015 | 03月29日 | 2        | セパン     | セバスチャン・ベッテル     | フェラーリ                | 詳細 |
| 2016 | 10月02日 | 16       | セパン     | ダニエル・リカルド         | レッドブル-タグ・ホイヤー | 詳細 |
| 2017 | 10月01日 | 15       | セパン     | マックス・フェルスタッペン | レッドブル-タグ・ホイヤー | 詳細 |

### 開催されたサーキット

トムソン・ロード（1962-1965）
シャー・アラム (1968-1982, 1995)
セパン (1999-2017)

## 優勝回数
複数回勝利を挙げた者のみ対象とする。

### ドライバー
| 回数  | ドライバー               | 優勝年                 |
| ----- | ------------------------ | ---------------------- |
| 4     | ジョン・マクドナルド     | 1970, 1971, 1973, 1975 |
| 4     | アルバート・プーン       | 1963, 1965, 1974, 1978 |
| 4     | セバスチャン・ベッテル   | 2010, 2011, 2013, 2015 |
| 3     | ミハエル・シューマッハ   | 2000, 2001, 2004       |
| 3     | フェルナンド・アロンソ   | 2005, 2007, 2012       |
| 2     | アンドリュー・ミーデッケ | 1981, 1982             |
| 2     | キミ・ライコネン         | 2003, 2008             |
| 出典: |                          |                        |

- 太字は2025年のF1世界選手権に参戦中のドライバー。
- ピンク地はF1世界選手権以外で開催された年。

### コンストラクター
| 回数  | コンストラクター | 優勝年                                   |
| ----- | ---------------- | ---------------------------------------- |
| 7     | フェラーリ       | 1999, 2000, 2001, 2004, 2008, 2012, 2015 |
| 5     | ブラバム         | 1970, 1971, 1973, 1974, 1975             |
| 5     | レッドブル       | 2010, 2011, 2013, 2016, 2017             |
| 3     | マーチ           | 1972, 1977, 1979                         |
| 3     | ラルト           | 1980, 1981, 1982                         |
| 2     | ロータス         | 1963, 1965                               |
| 2     | エルフィン       | 1968, 1969                               |
| 2     | ルノー           | 2005, 2006                               |
| 2     | マクラーレン     | 2003, 2007                               |
| 出典: |                  |                                          |

- 太字は2025年のF1世界選手権に参戦中のコンストラクター。
- ピンク地はF1世界選手権以外で開催された年。

### エンジン
| 回数  | メーカー       | 優勝年                                                                                         |
| ----- | -------------- | ---------------------------------------------------------------------------------------------- |
| 16    | フォード       | 1963, 1965, 1968, 1969, 1970, 1971, 1972, 1973, 1974, 1975, 1977, 1978, 1979, 1980, 1981, 1982 |
| 7     | フェラーリ     | 1999, 2000, 2001, 2004, 2008, 2012, 2015                                                       |
| 5     | ルノー         | 2005, 2006, 2010, 2011, 2013                                                                   |
| 4     | メルセデス     | 2003, 2007, 2009, 2014                                                                         |
| 2     | BMW            | 1977, 2002                                                                                     |
| 2     | タグ・ホイヤー | 2016, 2017                                                                                     |
| 出典: |                |                                                                                                |

- 太字は2025年のF1世界選手権に参戦中のメーカー。
- ピンク地はF1世界選手権以外で開催された年。

1. ↑  コスワースが製造。
2. ↑  2003年はイルモアが製造。
3. ↑  ルノーが製造。